# Sperrstelle Wildhaus

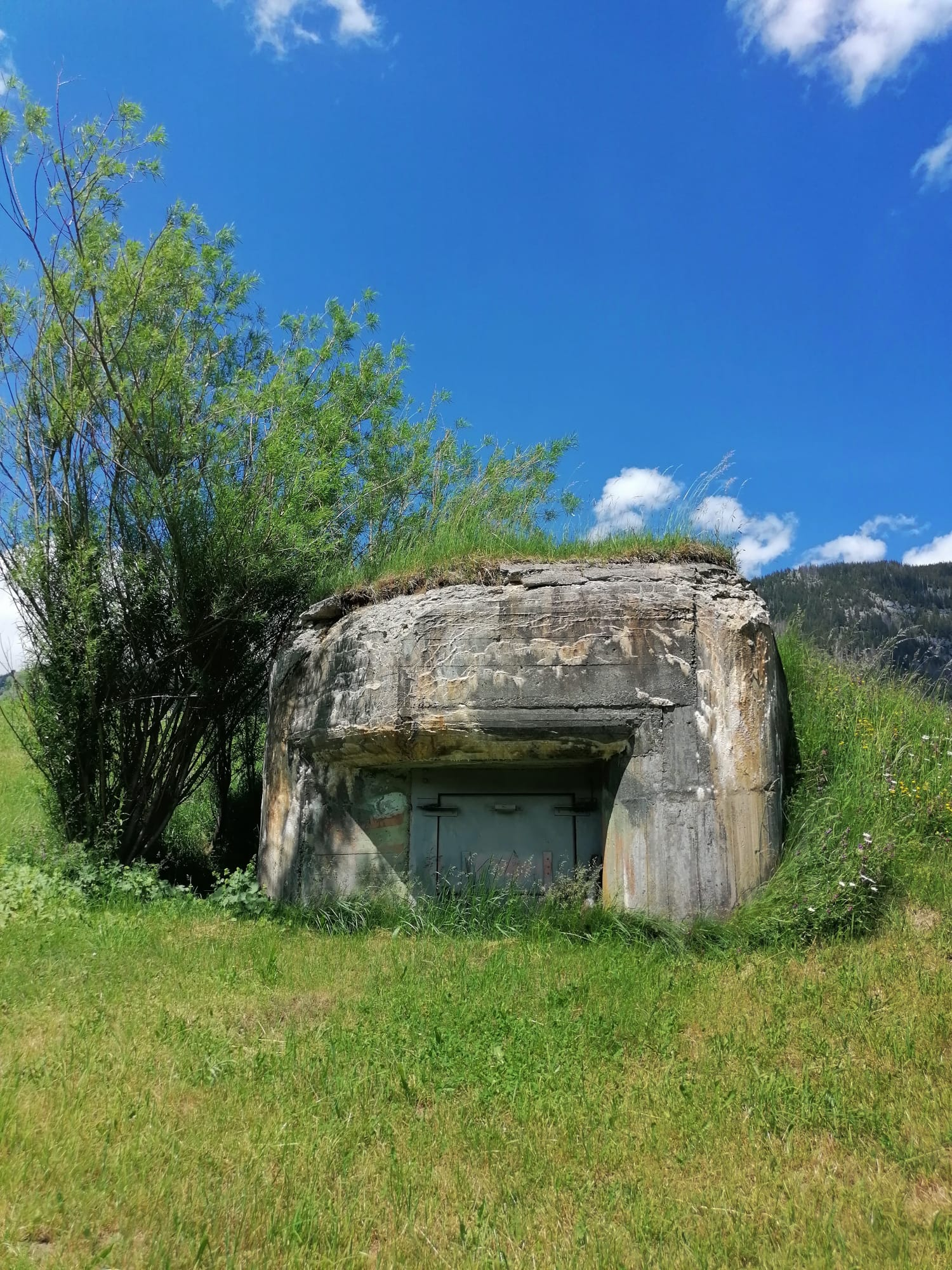
Mg-Bunker Büchel A 6007 Wildhaus

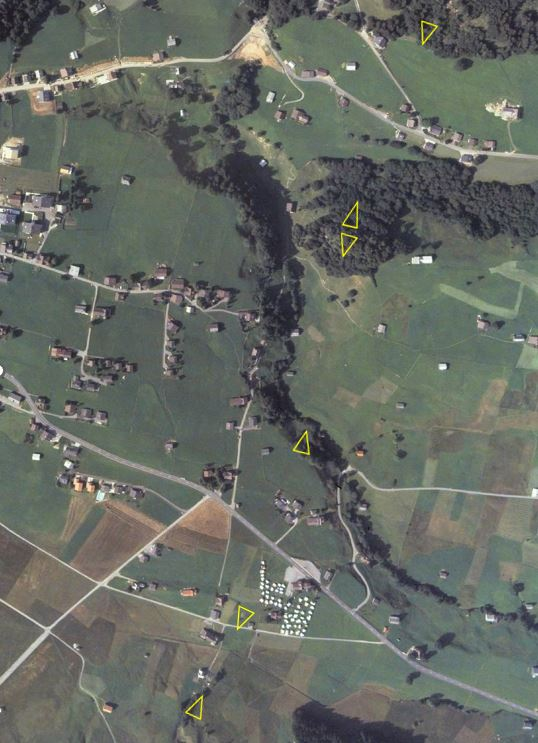
Hindernislinie Wildhaus mit Schussrichtung der fünf Werke

Die Sperrstelle Wildhaus war eine im Zweiten Weltkrieg von 1939 bis 1940 errichtete Sperre der Grenzbrigade 8 der Schweizer Armee bei Wildhaus, um zusammen mit der Sperrstelle Starkenbach (Armeebezeichnung Nr. 834) bei Starkenbach einen gegnerischen Vorstoss durch das Toggenburg aufzuhalten oder zu verhindern. Die Sperrstellen wurden mit der Armee 95 deklassiert und aufgehoben.

## Geschichte
Bereits im Mittelalter waren die beiden Orte mit Burganlagen befestigt. In Wildhaus war die Wildenburg um 1200 von den Freiherren von Sax erbaut und 1313 an Graf Friedrich IV. von Toggenburg verkauft worden. Die Burg Starkenstein in Starkenbach wurde im 13. Jahrhundert durch die Grafen von Montfort (Starkenstein = sinngemäss Montfort) kam unter anderem 1414 an die Grafen von Toggenburg.
1852 hatte General Dufour die Befestigung von Starkenbach und Wildhaus empfohlen. Die Generalstabsabteilung (GSA) der Schweizer Armee sowie das Büro für Befestigungsbauten (BBB) begannen ab 1935 mit der Planung der Befestigung des Engnisses von Starkenbach sowie einer Sperre Wildhaus als Teile des äusseren Wirkungsbereichs der Festung Sargans.
Mit Infanteriekanonen (Ik) vom Kaliber 4,7 cm, Modell 1931, einer Panzerabwehrwaffe mit einer Höchstschussweite von 5000 Metern und einer maximalen Feuergeschwindigkeit von 12 bis 15 Schuss pro Minute, sowie dem Sperrfeuer von Maschinengewehren (Mg 11) sollte gemäss GSA-Bericht ein Vorstoss durch das Toggenburg für längere Zeit unterbunden werden.
Ab Juni 1939 erfolgten die Bauarbeiten in Starkenbach. Eine durchgehende Mg-Feuerlinie gegen die Churfirsten wurde mit Werken und Ständen geschaffen, welche durch ein ebenfalls durchgehendes Hindernis (Tankmauer) verstärkt wurde. Die Sperre umfasste eine 400 Meter lange Tankmauer ein Kilometer westlich von Starkenbach und die Infanteriewerke Nord und Süd als Flankierwerke. Die Tankmauer endete bei der Thurbrücke («Beeribodenbrücke»), einer Stahlbrücke, die als Hindernis abgesenkt werden konnte. Das Werk «Starkenbach Nord» umfasste ein Pritschenlager für 25 Mann, eine Kochstelle und zwei Notausstiege sowie eine Gasschleuse. Die Bewaffnung bestand aus einer Ik-Kanone (ab 1951 einer 9-cm-Bunkerpanzerabwehrkanone) und einem Mg. Das Gegenwerk «Starkenbach Süd» umfasste Holzpritschen für acht Mann, eine Kochstelle, eine Telefonzentrale, eine Lüftungs- und Filteranlage und war mit zwei Mgs bewaffnet.
Die Werke wurden von der 1. Kompanie des Territorialbataillons 143 mit einem Offizier, je einem Unteroffizier für die Ik und das Mg, acht Ik-Kanonieren und 20 Mitrailleuren besetzt. Die Mg-Dotierung betrug bis 35'000 Schuss und für die Infanteriekanone sollten 600 Panzergranaten und 1400 Langgranaten bereit liegen. Die Lebensmittelvorräte sollten für sechs Tage reichen.
Im September 1939 wurde eine zweite Sperre östlich von Wildhaus auf der Linie Grossrüti – Unterboden – Lochmühle – Tobel und entlang des Simmibaches in Angriff genommen. Fünf Infanteriewerke wurden mit einem 1,7 Kilometer langen talquerenden Hindernis verbunden. Alle Werke waren mit einem erdverlegten Telefonkabel verbunden und hatten teilweise eigene Trinkwasserversorgung. Die beiden äusseren Werke («Wildhaus Nord» und «Grossrüti») lagen am Hang und waren talbeherrschend.
Die Sperre Wildhaus hatte Artillerieschutz von den Artilleriewerken Magletsch und Castels.  Die Besatzung der Sperrstelle Wildhaus rekrutierte sich ebenfalls aus der 1. Kompanie des Territorialbataillons 143.
Das Infanterie-Felsenwerk «Wildhaus Nord», als Gegenwerk zur «Wildenburg», «Müsli» und «Grossrüti», hatte eine Stollenlänge von 34 Metern. In der Mitte lag der Unterkunftsraum (Grundfläche 5 mal 2,5 Meter), daneben ein Mg mit Schussrichtung Süd.
Das grössere Infanteriefelsenwerk «Wildenburg» umfasste zwei Kampfräume («Mg Nord» und «Mg Süd»), einen Unterkunftsraum mit Holzpritschen, eine Kochstelle, eine Lüftungs- und Filteranlage und wie «Wildhaus Nord» eine eigene Quellwasserversorgung.
Das «Infanteriewerk Müsli» war das Gegenwerk zur «Wildenburg» und «Wildhaus Nord» und lag im Simmitobel westlich des Simmibaches. Der Mannschaftsraum lag im Untergeschoss.
Das «Infanteriewerk Büchel» zielte mit einem Mg als Gegenwerk zum Werk «Grossrüti». Neben dem Werk befindet sich ein Holzbau für das Korpsmaterial. Die Einrichtung des in den Hang hinein gebauten Werks «Grossrüti» glich etwa dem Werk «Müsli» und hatte ein Mg mit Schussrichtung Nord.
Alle Anlagen der beiden Sperrstellen waren bis zum Herbst 1940 schussbereit. Nach dem Aktivdienst wurde das durchgehende Infanteriehindernis der Sperre Wildhaus beseitigt. Als Ersatz wurden auf der Strasse 250 Meter östlich der alten Tankbarrikade eine modernere Anlage gebaut, deren Schächte um 1990 mit Asphalt überdeckt wurden.
Während des Kalten Kriegs wurden die Mg 11 mit den Mg 51 ersetzt. Die Besatzung wurde von der Werkkompanie 49 der Grenzbrigade 8 gestellt. Wegen den veränderten Bedrohungsformen wurden in Starkenbach (Engniss Steinbruch) und Wildhaus sicherere Unterkunftskavernen für 20 Mann und «Garagen» für die Panzerabwehrkanonen erstellt. 1964 wurden während der Armee 61 unzählige Atomschutzunterstände (ASU) zum Schutz für die Truppen eingegraben.
Im 21. Jahrhundert konnte das ganzen Sperrensystem im obersten Toggenburg durch eine einzige 12-cm-Festungsminenwerferanlage ersetzt werden.

## Anlagen Sperrstelle Wildhaus

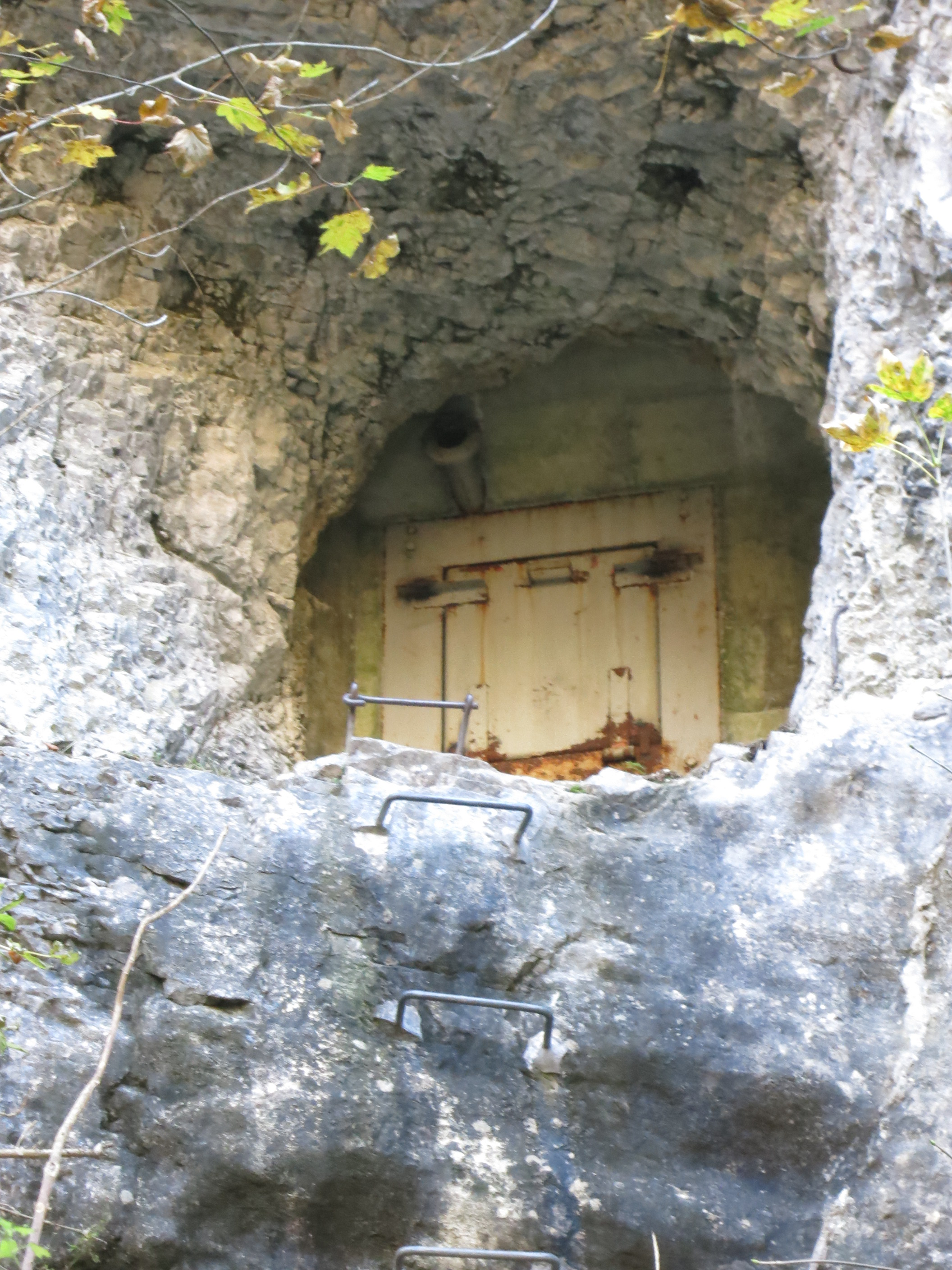
Mg-Kaverne Wildenburg A 6005

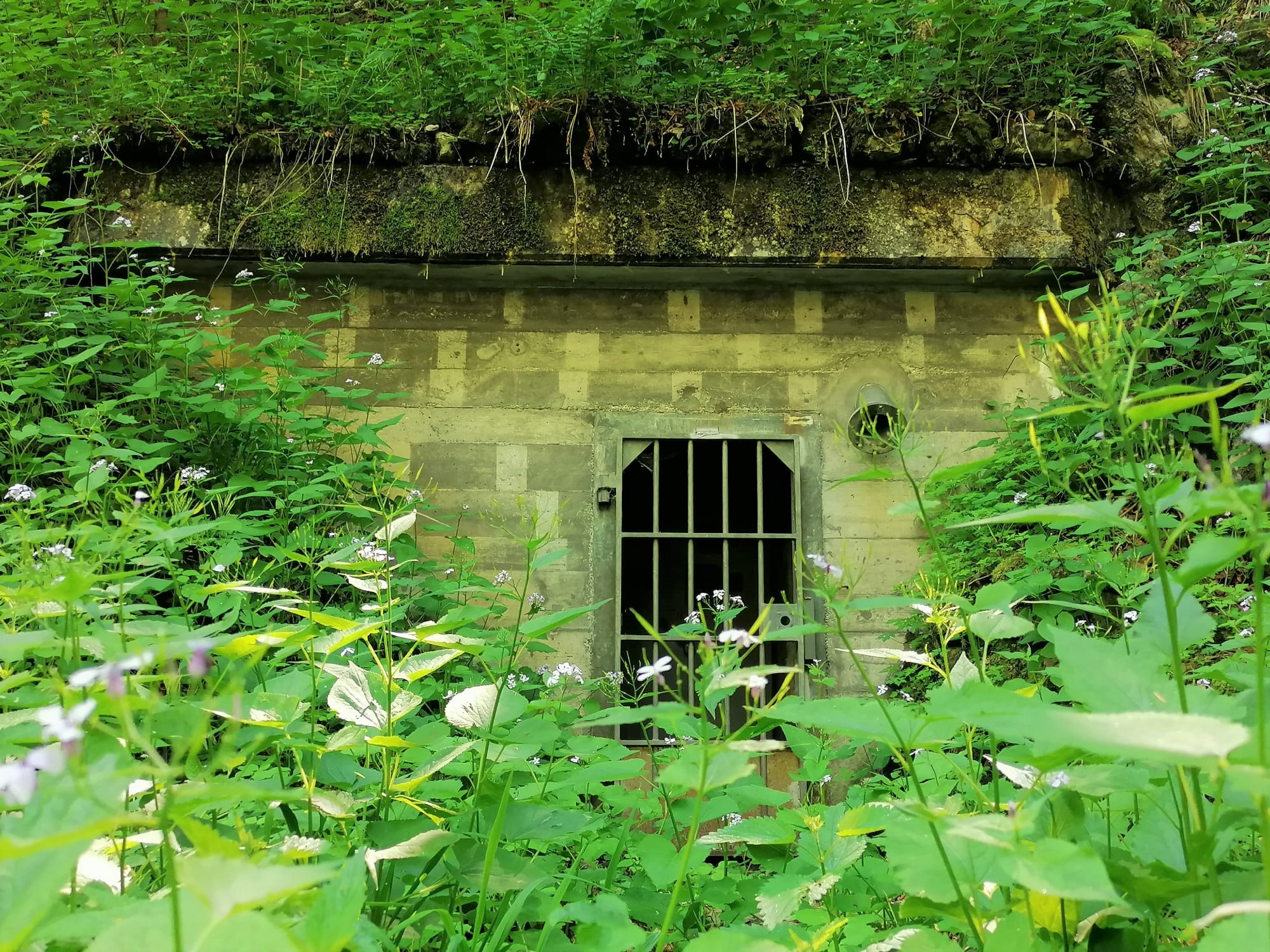
Unterstand Bodenweidli West A 5988

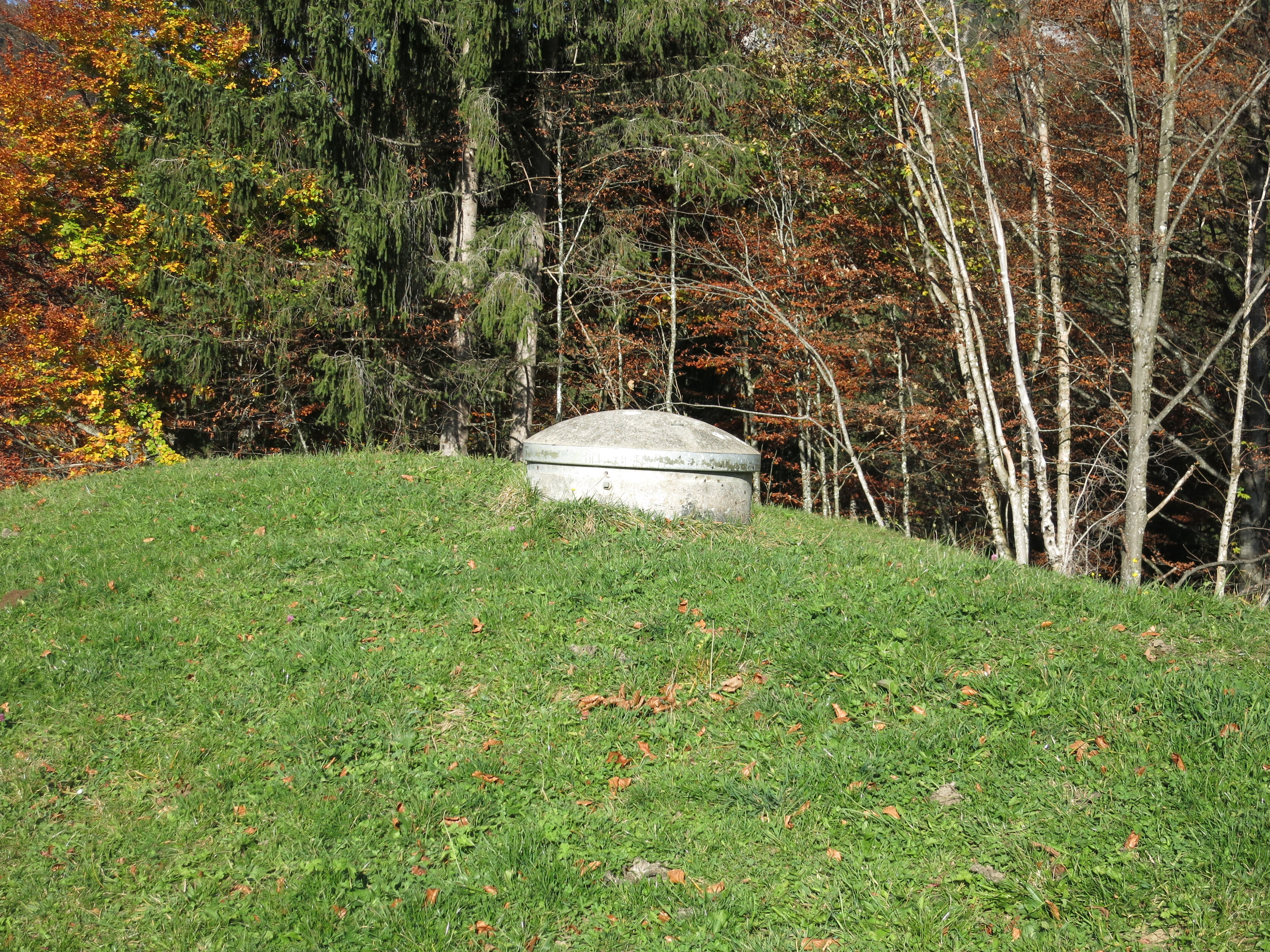
ASU Wildenburg

Diese Sperre sollte das Vordringen aus dem St. Galler Rheintal ins untere Toggenburg mit einer Tankmauer, Barrikaden, einem Minenobjekt und fünf flankierenden Waffenstellungen verzögern respektive verhindern. Die 1940 schussbereite Sperre liegt östlich des Dorfes Wildhaus quer durch das Tal.
- Unterstand Plättli, KP Bat A 5987
- Unterstand Bodenweidli West A 5988 ⊙
- Unterstand Bodenweidli Nord A 5989
- Unterstand Bodenweidli Süd A 5990
- Infanteriekaverne Wildhaus Nord A 6004 ⊙
- Infanteriekaverne Wildenburg A 6005 ⊙
- Mg-Bunker Müsli A 6006 ⊙
- Mg-Bunker Büchel A 6007 ⊙
- Mg-Bunker Grossrütti A 6008 Wildhaus ⊙
- Material-Baracke Tobelsäge B 1739
- Kugelbunker U4 Lisighaus West F 8708
- Kugelbunker U4 Lisighaus Ost F 8709
- Permanente Waffenstellung 8,1 cm Minenwerfer mob. F 8710
- Kugelbunker U4 Seilbahnstation F 8711
- Unterstand U12/22 Wildenburg West F 8714 ⊙
- Unterstand U12/22 Wildenburg Ost F 8715 ⊙
- ASU3S Gästelen F 8716
- Kugelbunker U4 Dörfli Nord F 8722
- Kugelbunker U4 Dörfli Süd F 8723
- Kugelbunker U4 Büchel Nord F 8724
- Kugelbunker U4 Munzenried West F 8725
- Kugelbunker U4 Munzenried Süd F 8726
- Kugelbunker U4 Büchel Süd F 8727
- Kugelbunker U4 Büchel Mösli F 8728
- Kugelbunker U4 Büchel Dusi F 8729
- Pak-Garage Grossrüti F 8 730
- Kugelbunker U4 Grossrüti F 8731
- Kugelbunker U4 Grossrüti Nord F 8732
- Kugelbunker U4 Grossrüti Ost F 8733
- Kugelbunker U4 Kollersweid F 8735
- Kugelbunker U4 Rosswald F 8738
- ASU5S – St. Gallerweid F 8739
- ASU 5T KP Kp Oberdorf F 8740
- ASU3S St. Gallerweid Ost F 8741
- ASU5S Wurzen F 8742
- ASU3S ENgo F 8743
- ASU3S Aelpli F 8744
- Kugelbunker U4 Boden F 8745
- ASU5S Oelberg 1 F 8746
- Kugelbunker U4 Oelberg Ost F 8747
- Kugelbunker U4 Lochgatter F 8748
- ASU3S Oelberg 2 F 8749
- Kugelbunker U4 Sägenboden, Zündstelle ZMS F 8966

## Anlagen Sperrstelle Starkenbach

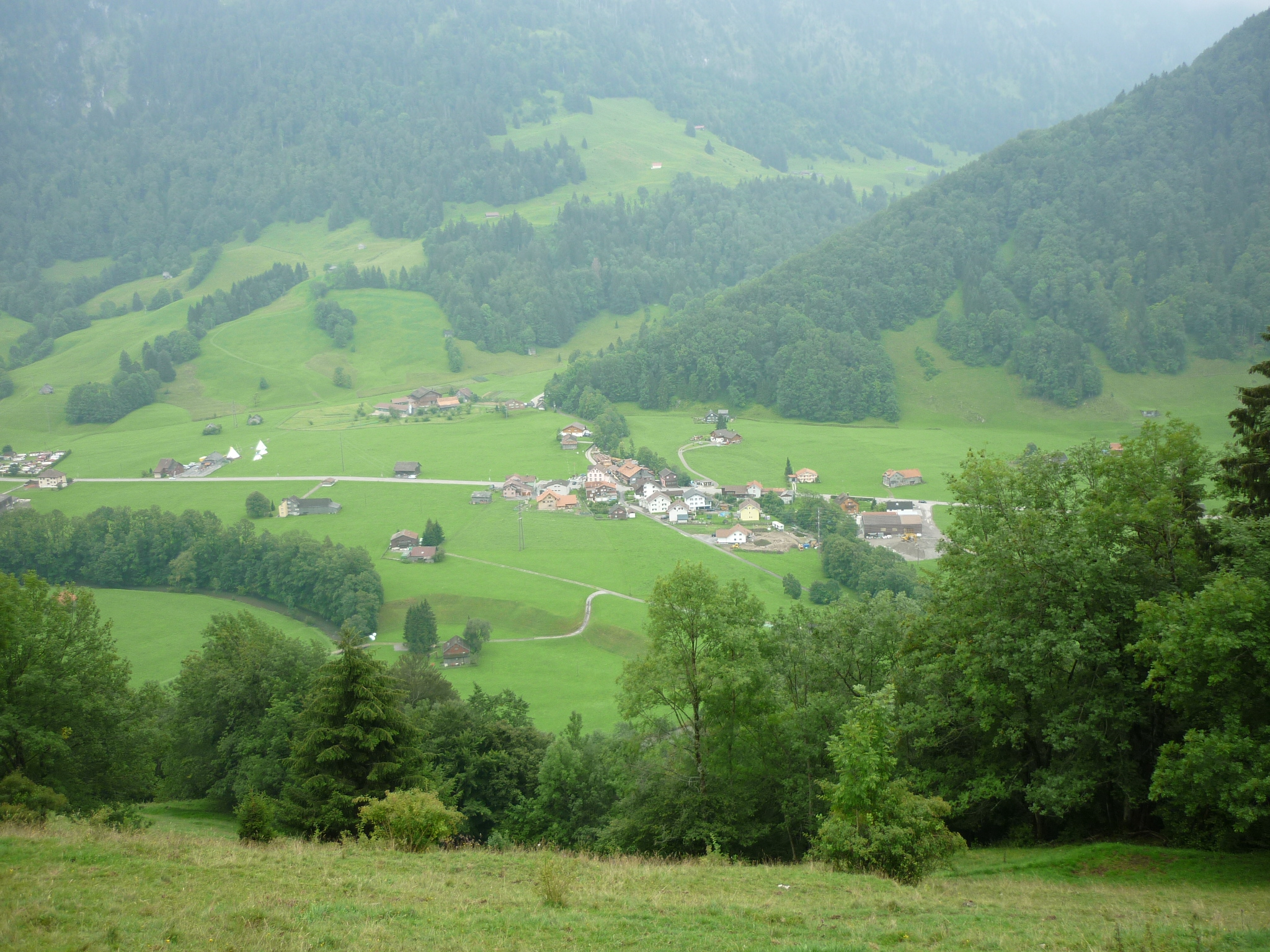
Starkenbach mit Mg-Bunker A 6003 Starkenbach Süd (ganz rechts im Bild)

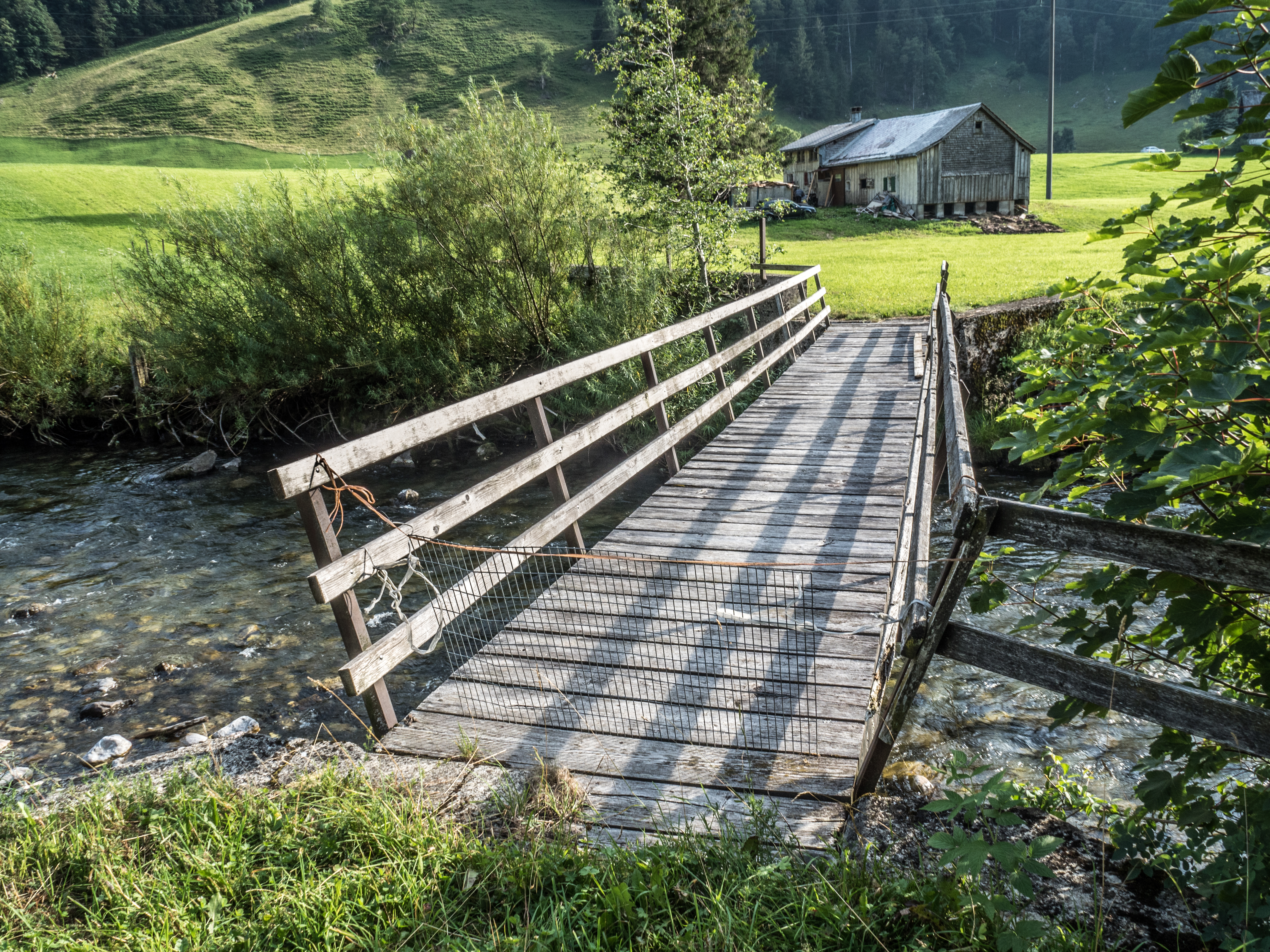
Absenkbare «Beeribodenbrücke» über der Thur als Teil des GPH T 3301

Die Sperre Starkenbach (Armeebezeichnung Nr. 834) hatte mit einer Tankmauer, Barrikaden, einem Minenobjekt und flankierenden Waffenstellungen den Durchbruch ins untere Toggenburg zu verhindern.
Die auf dem Gebiet der Gemeinde Starkenbach liegende Sperre gilt als militärhistorisches Denkmal von regionaler Bedeutung.
- Unterstand Fuchsboden Nord A 5981
- Unterstand Fuchsboden Süd A 5982
- Unterstand Starkenbach Säss A 5983
- Pak-Kaverne A 6002 Starkenbach Nord ⊙
- Mg-Bunker A 6003 Starkenbach Süd ⊙
- Materialbaracke Starkenbach Klus B 1708
- Materialbaracke Starkenbach Nord B1730
- Nomadenhaus Starkenbach B 1742
- Kugelbunker U4 Paulisweid Nord F 8680
- Kugelbunker U4 Paulisweid Süd F 6881
- Kugelbunker U4 Iltishag West F 6882
- Kugelbunker U4 Iltishag Ost F 6883
- Kugelbunker U4 Vorderbach 1 F 8686
- Kugelbunker U4 Vorderbach 2 F 8687
- Kugelbunker U4 Thurbrücke F 8688
- Kugelbunker U4 Starkenbach Ost F 8689
- Kugelbunker U4 Säss F 8690
- Kugelbunker U4 Langenegg F 8691
- Sprengobjekt Kantonsstrasse Burg M 2565 Starkenbach ⊙
- GPH Starkenbach, Tankmauer T 3301 ⊙
- Barrikade Strasse Starkenbach Säss T 3302
- Permanente Minensperre Starkenbach E Staatsstrasse T 3303